# Mark David Chapman
Mark David Chapman (født 10. maj 1955 i Texas) er en amerikansk mand, som skød og dræbte det tidligere Beatles-medlem John Lennon den 8. december 1980 uden for John Lennons hjem i New York. Da han havde skudt John Lennon, satte han sig på en bænk og læste i bogen Forbandede Ungdom.[kilde mangler]
Chapman har ved otte lejligheder siden 2000 søgt om prøveløsladelse – alle gange har det været forgæves.. Senest i august 2014 hvor det vurderedes at han havde risiko for tilbagefald, og at offerets pårørende havde udtrykt bekymring for deres sikkerhed i tilfælde af hans løsladelse. Han kan først igen ansøge i 2016.
John Lennons enke, Yoko Ono, har i forbindelse med Chapmans forsøg på løsladelse sagt, at hverken hun eller John Lennons sønner – Julian Lennon og Sean Lennon – ville føle sig trygge, hvis Chapman blev løsladt.